# Jakow Rapoport
Jakow Dawydowicz Rapoport (ros. Я́ков Давы́дович Рапопо́рт, ur. 12 października 1898 w Rydze, zm. 1 lipca 1962 w Moskwie) – funkcjonariusz radzieckich służb specjalnych, generał major.

## Życiorys
Żyd, skończył 4 klasy szkoły realnej w Woroneżu, od stycznia 1917 w SDPRR(b), od sierpnia 1918 śledczy woroneskiej gubernialnej Czeki, zastępca kierownika i kierownik wydziału prawnego woroneskiej gubernialnej Czeki. Od września do grudnia 1919 członek Kolegium Gubernialnej Czeki w Woroneżu i ponownie kierownik jej wydziału prawnego, zastępca przewodniczącego woroneskiej gubernialnej Czeki, od stycznia 1920 zastępca przewodniczącego gubernialnego trybunału rewolucyjnego w Woroneżu, zastępca przewodniczącego woroneskiego gubernialnego komitetu do walki z dezercją i kierownik sekcji śledczej. Od 2 kwietnia do 19 czerwca 1920 szef gubernialnej policji sądowej w Woroneżu, od 19 czerwca do 16 września 1920 szef wydziału administracyjnego, komisarz polityczny i zastępca szefa zarządu milicji kolejowej w Woroneżu, 1921-1922 szef wydziału administracyjno-organizacyjnego woroneskiej gubernialnej Czeki i ponownie członek jej Kolegium, 1922 starszy sekretarz wydziału Ludowego Komisariatu Spraw Zagranicznych RFSRR i sekretarz ludowego komisarza spraw zagranicznych RFSRR, później pracował w instytucjach gospodarczych i ludowym komisariacie rolnictwa RFSRR.
Od 28 maja 1924 pracownik Zarządu Ekonomicznego OGPU ZSRR, pomocnik szefa Wydziału 4 i Wydziału 2 i od 1 czerwca 1926 do 16 lipca 1930 szef Wydziału 4 tego zarządu, od 16 lipca do 1 października 1930 pomocnik szefa Zarządu Obozów, a od 1 października 1930 do 9 czerwca 1932 Głównego Zarządu Obozów (Gułagu) OGPU ZSRR, od 9 czerwca 1932 do 10 lipca 1934 zastępca szefa Gułagu OGPU ZSRR. Od 10 lipca 1934 do 29 stycznia 1939 zastępca szefa Gułagu NKWD ZSRR, równocześnie od 16 września 1935 do 1939 budownictwa hydrowęzłów NKWD ZSRR i od 7 grudnia 1935 do 13 września 1940 szef Zarządu Wołżańskiego Poprawczego Obozu Pracy NKWD, od 5 grudnia 1935 major, a od 11 września 1940 starszy major bezpieczeństwa państwowego. Od 13 września 1940 do 23 sierpnia 1941 szef Gławgidrostroja NKWD ZSRR, następnie jego I zastępca, 1941-1942 dowódca armii saperskiej, od 1942 do 17 kwietnia 1943 szef Głównego Budownictwa Przemysłowego NKWD ZSRR, od 27 stycznia 1942 do 17 kwietnia 1943 szef Tagilstroja i Zarządu Tagilskiego Poprawczego Obozu Pracy NKWD, 22 lutego 1943 awansowany na generała majora służby inżynieryjno-technicznej. Od 17 kwietnia 1943 do 29 kwietnia 1944 I zastępca szefa Głównego Budownictwa Przemysłowego NKWD ZSRR, od 29 kwietnia 1944 do 1946 szef Zarządu Poprawczego Obozu Pracy Czelabmetalurgstroja NKWD/MWD, od 11 października 1946 do 12 lipca 1947 szef Zarządu Budownictwa nr 859 i Poprawczego Obozu Pracy MWD, od 11 października 1947 do 5 listopada 1949 szef Gławgidrostroja MWD ZSRR, od 5 listopada 1949 do 1952 szef Gławgidrowołgodonstroja MWD ZSRR, od 31 października 1952 do 18 marca 1953 Gławgidrowołgobałtstroja i szef Zarządu Poprawczego Obozu Pracy MWD, 1953 szef Gławrieczstroja Ministerstwa Budownictwa ZSRR, 6 czerwca 1953 zwolniony ze służby.

## Odznaczenia
- Order Lenina (dwukrotnie - 1933 i 21 lutego 1942)
- Order Czerwonego Sztandaru (29 kwietnia 1943)
- Odznaka „Honorowy Funkcjonariusz Czeki/GPU (V)” (1929)
- Odznaka „Honorowy Funkcjonariusz Czeki/GPU (XV)” (1932)